# Manchete
Manchete —que en portugués significa titular— fue una revista semanal de noticias de actualidad de Brasil fundada por Adolpho Bloch y propiedad de Bloch Editores que se publicó regularmente entre 1952 y 2000, y desde entonces, con nuevo dueño, sale solamente con ediciones especiales.

## Fundación
El fundador de la revista fue Adolpho Bloch, un inmigrante ruso que en 1922 llegó pobre a Río de Janeiro después de vivir unos pocos meses en Italia, escapando del gobierno soviético y llegó a construir un imperio editorial. En su Ucrania natal los Bloch eran conocidos por su capacidad gráfica y trabajaron imprimiendo billetes para el gobierno provisorio de 1917 encabezado por Alexander Kerensky; en Brasil se instalaron para ejercer su oficio y cuando apareció Manchete ya gozaban de una reputación en el ramo.
El término Manchete, hacía alusión a la cabecera de un periódico, que aparece especialmente destacada en la primera página.
La revista tuvo el lema Aconteceu, virou manchete (Sucedió, se convirtió en titular), que fue utilizado en la publicidad previa al lanzamiento y la acompañó por décadas.  Manchete , que fue considerada una de las principales revistas de su tiempo se inspiró en publicaciones tales como  Paris Match  y   Life  y utilizaba como principal forma de lenguaje el fotoperiodismo. Su calidad gráfica era superior su principal competidor, O Cruzeiro y atrajo a los anunciantes interesados en publicitar sus productos en colores, cuando la recién instalada televisión todavía emitía en blanco y negro. Fue un éxito comercial que llegó a tener una tirada de millones de ejemplares en la década de 1980 y a superar a la revista O Cruzeiro, que mantenía su liderazgo desde que fue fundada en 1928 y que en su mejor época llegó a los 700.000 ejemplares.

## Desarrollo
El primer número del 26 de abril de 1952 traía en la portada la bailarina del Teatro Municipal Inés Litowski, al lado de un carruaje, con la información de que ella "quería vivir en ese tiempo ", acompañada de un de David Nasser. En lo alto, en la esquina derecha, indicaba que la revista traía un  reportaje de Jean Manzón sobre "la verdadera vida amorosa de Ingrid Bergman", la premiada actriz sueca considerada una de las mayores estrellas de Hollywood en la época. El número de Manchete, que traía la nota sobre el accidente de tránsito del 27 de septiembre de 1952 en que falleció el cantante e ídolo nacional Francisco Alves, el Chico Viola, se agotó en pocas horas."Manchete" siguió con ediciones especiales la construcción de Brasilia y para su inauguración como nueva capital lanzó una edición histórica el 21 de abril de 1960, de 760 mil ejemplares que se agotaron en 48 horas. Su mayor tiraje fue en junio de 1980, cuando el papa Juan Pablo II visitó Brasil, más de 3 millones de ejemplares según la editorial o de 2,5 millones conforme un artículo publicado en el sitio de la biblioteca de la Escola de Comunicação e Artes (ECA) de la Universidad de San Pablo. La cobertura del Carnaval  brasilero daba lugar a ediciones especiales que garantizaban tiradas récords que se agotaban en pocas horas, con fotografías de disfraces premiados, celebridades asistentes y desfiles de las escuelas de samba. La pasión de Adolpho Bloch por esta fiesta lo llevó a grabar la marcha Rainha de Sabá, en pareja con Carlos Heitor Cony.
Algunos de los periodistas de la revista que se recuerdan fueron, entre otros, Carlos Drummond de Andrade, Paulo Mendes Campos, Fernando Sabino , David Nasser, Nelson Rodrigues,  Rubem Braga, Manuel Bandeira y la fotógrafa y camarógrafa francesa Jean Manzon. La revista tenía periodistas y fotógrafos en distintas ciudades del país.
El crecimiento de la revista permitió a Bloch Editores trasladar su sede de la calle Frei Caneca, en el Centro, a un edificio proyectado por Oscar Niemeyer en la calle do Russell, en Glória de frente al mar, juntamente con la de TV Manchete, también de su propiedad, que fue inaugurada el 5 de junio de 1983. En el edificio funcionaba el Teatro Manchete –bautizado después, Adolpho Bloch-, que brinda grandes espectáculos así como piezas clásicas como El hombre de la Mancha, Pippin, La muerte de un viajante y El pagador de promesas. Bloch Editores construyó también un parque gráfico de 60 mil metros cuadrados en Parada de Lucas, en Río de Janeiro, donde se imprimían publicaciones que fueron importantes para el periodismo brasilero como Geográfica Universal, Pais & Filhos, Ele & Ela, Sétimo Céu, Amig y Desfile, además de colecciones, historietas, libros de texto y cartillas para el Mobral, programa de alfabetización impulsado durante la dictadura. Los 2500 trabajadores que tenía el Grupo al iniciarse la década de 1970 se habían duplicado en la década siguiente y además funcionaba en el lugar la Escuela Joseph Bloch, integrada al sistema escolar estatal.

## Finalización
La revista apareció regularmente hasta la el número 2.519, del 26 de julio de 2000, en cuya portada aparecía el actor Reynaldo Gianechinni, si bien el sitio de la Escola de Comunicação e Artes (ECA) afirma que el número 2.520, que tenía al corredor de autos Rubens Barrichello en la tapa en ocasión de su primera victoria en la Fórmula-1, pero quedó en las computadoras sin llegar a imprimirse porque la redacción fue clausurada por los oficiales de justicia en razón de haberse declarado la quiebra de Bloch Editores. El nombre y los derechos de la revista fueron comprados por Marcos Dvoski y desde entonces la revista dejó de tener periodicidad semanal para pasar a ser editada solo en ediciones especiales sin periodicidad fija, como los especiales de Carnaval.
En 2008 excolaboradores de publicaciones de Bloch escribieron el libro Aconteceu na Manchete - As histórias que ninguém contou El mismo año, Elmo Francfort escribió sobre el mismo tema, "Rede Manchete: Aconteceu virou história", editado por la Imprenta Oficial del Estado de San Pablo.